# Charles Ingalls
Charles Phillip Ingalls (ur. 10 stycznia 1836, zm. 8 czerwca 1902) – amerykański pionier, ojciec Laury Ingalls Wilder, bohater jej cyklu powieściowego Domek na prerii oraz jego licznych ekranizacji.

## Życiorys

### Przodkowie
Patrz: Drzewa genealogiczne
Charles Ingalls był trzecim z dziesięciorga dzieci Lansforda Whitinga Ingallsa (1812–1896) i Laury Louisy (Colby) Ingalls (1810–1883).
Lansfor Ingalls pochodził z Kanady, a Laura Colby z USA, ze stanu Vermont. Matką Lansforda była Margaret Delano z rodziny Delano, z której wywodzi się wiele znanych osobistości. Jej przodkowie przybyli do USA na statku Mayflower.

### Dzieciństwo i młodość
W latach 40. XIX wieku, rodzina z małym Charlesem Ingallsem przeprowadziła się na tereny pokryte przez prerię w gminie Campton w stanie Illinois, pobliżu miasta Elgin.
1 lutego 1860 roku, w miejscowości Concord w stanie Wisconsin, poślubił Caroline Quiner. Wkrótce przenieśli się w lasy w okolicach miejscowości Pepin i Lund w Wisconsin. W roku 1865 urodziła się ich córka Mary Ingalls, a w 1867 – Laura.

### Podróże
Charles Ingalls był miłośnikiem wędrówek i nie lubił dużych skupisk ludzkich, co powodowało, że pragnął podróży na Zachód, w poszukiwaniu nowych terenów do zamieszkania.
W 1868 roku rodzina wyruszyła w pierwszą podróż i dotarła do Rothville w stanie Missouri. Wkrótce jednak ruszyli dalej i dotarli w okolice Independence w stanie Kansas (zamieszkali w odległości około 12 mil od miasta). Pozostali tam do późnego lata 1870 roku. Na krótko przed wyjazdem, przyszła na świat trzecia córka – Carrie Ingalls. Jak się okazało, było to terytorium Indiańskie, nie otwarte dla osadników.
Rodzina powróciła do Wisconsin. Zostali tam do roku 1874, kiedy to wyruszyli i dotarli do Walnut Grove w Minnesocie. Zamieszkali w niewielkiej odległości od miasta nad strumieniem Plum Creek (Śliwkowy Strumień). W listopadzie 1875 narodził się mu syn Freddy Ingalls.

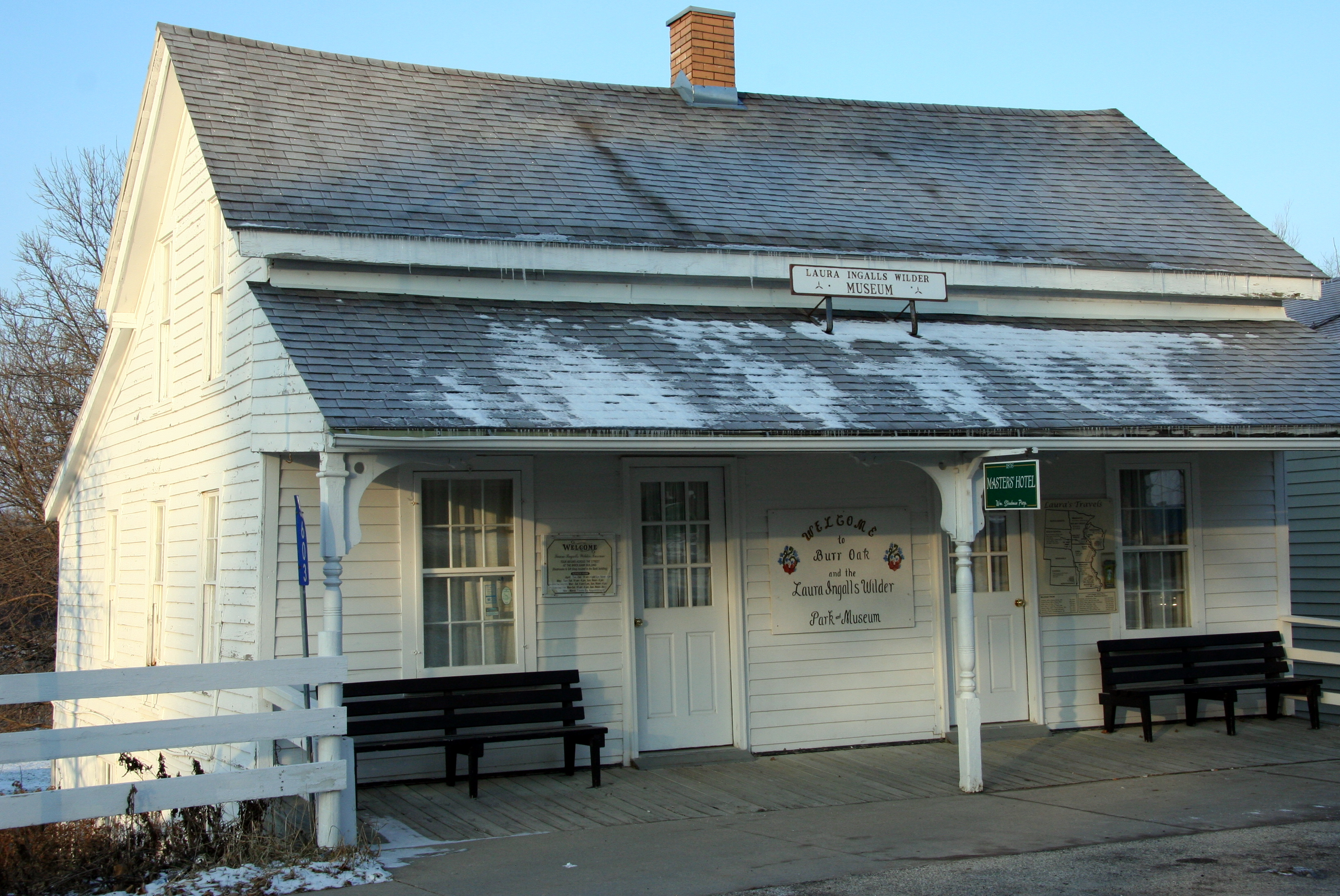
hotel-muzeum w Burr Oak, Iowa

Późną wiosną 1876 wyjechał z rodziną z Walnut Grove. Latem zatrzymał się w South Troy w Minnesocie, gdzie Freddy zmarł, a rodzina wyruszyła dalej i dotarła do Burr Oak w stanie Iowa. Charles z rodziną mieszkał tam i prowadził miejscowy hotel. W 1877 roku urodziła się mu czwarta (i ostatnia) córka; Grace Ingalls. Niedługo po jej narodzinach, Ingallsowie opuścili Burr Oak, by powrócić do Walnut Grove.
Zamieszkali tym razem w samym mieście, a Charles prowadził miejscowy sklep. W roku 1879 opuścili Walnut Grove i wyjechali na puste tereny Terytorium Dakoty, gdzie wkrótce powstało miasto De Smet (dzisiejsza Dakota Południowa). Była to ostatnia z podróży, gdyż – pomimo pragnienia samego Charlesa – jego żona nie chciała już dalej wędrować. Przez pewien czas mieszkali na gospodarstwie, w okolicach De Smet, a następnie sprzedali je i zamieszkali w samym mieście.
Charles Ingalls zmarł na serce w De Smet, dnia 8 czerwca 1902, w wieku 66 lat i został pochowany na miejscowym cmentarzu. Jego grób nadal tam jest.

## Drzewa genealogiczne
|                           |                           |                           |                           |                           |                           |  |  |                            |                            |                            |                            |                            |                            |  |  |                             |                             |                                                              |                                                              |                                                              |                                                              |                                                              |                                                              |                           |                           |                                                     |                                                     |                                                     |                                                     |                                                     |                                                     |                           |                           |                                                      |                                                      |                                                      |                                                      |                                                      |                                                      |                              |                              |                                                       |                                                       |                                                       |                                                       |                                                       |                                                       |                           |                           |                           |                           |                           |                           |  |  |                           |                           |                           |                           |                           |                           |  |  |                            |                            |                            |                            |                            |                            |  |  |                          |                          |                          |                          |                          |                          |  |  |  |  |  |  |  |  |  |  |  |  |  |  |  |  |  |  |  |  |  |  |  |  |  |  |  |  |  |  |  |  |  |  |  |  |  |  |  |  |  |  |  |  |  |  |  |  |  |  |  |  |  |  |  |  |  |  |  |  |  |  |  |  |  |  |
|                           |                           |                           |                           |                           |                           |  |  |                            |                            |                            |                            |                            |                            |  |  |                             |                             | Jonathan Ingalls (1750-1834) & Martha Jane Locke (1753-1785) | Jonathan Ingalls (1750-1834) & Martha Jane Locke (1753-1785) | Jonathan Ingalls (1750-1834) & Martha Jane Locke (1753-1785) | Jonathan Ingalls (1750-1834) & Martha Jane Locke (1753-1785) | Jonathan Ingalls (1750-1834) & Martha Jane Locke (1753-1785) | Jonathan Ingalls (1750-1834) & Martha Jane Locke (1753-1785) |                           |                           | Jonathan Delano (1735-1811) & Anne Ladd (1734-1816) | Jonathan Delano (1735-1811) & Anne Ladd (1734-1816) | Jonathan Delano (1735-1811) & Anne Ladd (1734-1816) | Jonathan Delano (1735-1811) & Anne Ladd (1734-1816) | Jonathan Delano (1735-1811) & Anne Ladd (1734-1816) | Jonathan Delano (1735-1811) & Anne Ladd (1734-1816) |                           |                           | Ezekiel Colby (1739-1791) & Sally Fowler (1734-1834) | Ezekiel Colby (1739-1791) & Sally Fowler (1734-1834) | Ezekiel Colby (1739-1791) & Sally Fowler (1734-1834) | Ezekiel Colby (1739-1791) & Sally Fowler (1734-1834) | Ezekiel Colby (1739-1791) & Sally Fowler (1734-1834) | Ezekiel Colby (1739-1791) & Sally Fowler (1734-1834) |                              |                              | Elijah Blood (1748-1826) & Eunice Sleeman (1758-1811) | Elijah Blood (1748-1826) & Eunice Sleeman (1758-1811) | Elijah Blood (1748-1826) & Eunice Sleeman (1758-1811) | Elijah Blood (1748-1826) & Eunice Sleeman (1758-1811) | Elijah Blood (1748-1826) & Eunice Sleeman (1758-1811) | Elijah Blood (1748-1826) & Eunice Sleeman (1758-1811) |                           |                           |                           |                           |                           |                           |  |  |                           |                           |                           |                           |                           |                           |  |  |                            |                            |                            |                            |                            |                            |  |  |                          |                          |                          |                          |                          |                          |  |  |  |  |  |  |  |  |  |  |  |  |  |  |  |  |  |  |  |  |  |  |  |  |  |  |  |  |  |  |  |  |  |  |  |  |  |  |  |  |  |  |  |  |  |  |  |  |  |  |  |  |  |  |  |  |  |  |  |  |  |  |  |  |  |  |
|                           |                           |                           |                           |                           |                           |  |  |                            |                            |                            |                            |                            |                            |  |  |                             |                             | Jonathan Ingalls (1750-1834) & Martha Jane Locke (1753-1785) | Jonathan Ingalls (1750-1834) & Martha Jane Locke (1753-1785) | Jonathan Ingalls (1750-1834) & Martha Jane Locke (1753-1785) | Jonathan Ingalls (1750-1834) & Martha Jane Locke (1753-1785) | Jonathan Ingalls (1750-1834) & Martha Jane Locke (1753-1785) | Jonathan Ingalls (1750-1834) & Martha Jane Locke (1753-1785) |                           |                           | Jonathan Delano (1735-1811) & Anne Ladd (1734-1816) | Jonathan Delano (1735-1811) & Anne Ladd (1734-1816) | Jonathan Delano (1735-1811) & Anne Ladd (1734-1816) | Jonathan Delano (1735-1811) & Anne Ladd (1734-1816) | Jonathan Delano (1735-1811) & Anne Ladd (1734-1816) | Jonathan Delano (1735-1811) & Anne Ladd (1734-1816) |                           |                           | Ezekiel Colby (1739-1791) & Sally Fowler (1734-1834) | Ezekiel Colby (1739-1791) & Sally Fowler (1734-1834) | Ezekiel Colby (1739-1791) & Sally Fowler (1734-1834) | Ezekiel Colby (1739-1791) & Sally Fowler (1734-1834) | Ezekiel Colby (1739-1791) & Sally Fowler (1734-1834) | Ezekiel Colby (1739-1791) & Sally Fowler (1734-1834) |                              |                              | Elijah Blood (1748-1826) & Eunice Sleeman (1758-1811) | Elijah Blood (1748-1826) & Eunice Sleeman (1758-1811) | Elijah Blood (1748-1826) & Eunice Sleeman (1758-1811) | Elijah Blood (1748-1826) & Eunice Sleeman (1758-1811) | Elijah Blood (1748-1826) & Eunice Sleeman (1758-1811) | Elijah Blood (1748-1826) & Eunice Sleeman (1758-1811) |                           |                           |                           |                           |                           |                           |  |  |                           |                           |                           |                           |                           |                           |  |  |                            |                            |                            |                            |                            |                            |  |  |                          |                          |                          |                          |                          |                          |  |  |  |  |  |  |  |  |  |  |  |  |  |  |  |  |  |  |  |  |  |  |  |  |  |  |  |  |  |  |  |  |  |  |  |  |  |  |  |  |  |  |  |  |  |  |  |  |  |  |  |  |  |  |  |  |  |  |  |  |  |  |  |  |  |  |
|                           |                           |                           |                           |                           |                           |  |  |                            |                            |                            |                            |                            |                            |  |  |                             |                             | Samuel Ingalls (1771-1841)                                   | Samuel Ingalls (1771-1841)                                   | Samuel Ingalls (1771-1841)                                   | Samuel Ingalls (1771-1841)                                   | Samuel Ingalls (1771-1841)                                   | Samuel Ingalls (1771-1841)                                   |                           |                           | Margaret Delano (1773-1837)                         | Margaret Delano (1773-1837)                         | Margaret Delano (1773-1837)                         | Margaret Delano (1773-1837)                         | Margaret Delano (1773-1837)                         | Margaret Delano (1773-1837)                         |                           |                           | Nathan Colby (1778-1857)                             | Nathan Colby (1778-1857)                             | Nathan Colby (1778-1857)                             | Nathan Colby (1778-1857)                             | Nathan Colby (1778-1857)                             | Nathan Colby (1778-1857)                             |                              |                              | Eunice Blood (1782-1862)                              | Eunice Blood (1782-1862)                              | Eunice Blood (1782-1862)                              | Eunice Blood (1782-1862)                              | Eunice Blood (1782-1862)                              | Eunice Blood (1782-1862)                              |                           |                           |                           |                           |                           |                           |  |  |                           |                           |                           |                           |                           |                           |  |  |                            |                            |                            |                            |                            |                            |  |  |                          |                          |                          |                          |                          |                          |  |  |  |  |  |  |  |  |  |  |  |  |  |  |  |  |  |  |  |  |  |  |  |  |  |  |  |  |  |  |  |  |  |  |  |  |  |  |  |  |  |  |  |  |  |  |  |  |  |  |  |  |  |  |  |  |  |  |  |  |  |  |  |  |  |  |
|                           |                           |                           |                           |                           |                           |  |  |                            |                            |                            |                            |                            |                            |  |  |                             |                             | Samuel Ingalls (1771-1841)                                   | Samuel Ingalls (1771-1841)                                   | Samuel Ingalls (1771-1841)                                   | Samuel Ingalls (1771-1841)                                   | Samuel Ingalls (1771-1841)                                   | Samuel Ingalls (1771-1841)                                   |                           |                           | Margaret Delano (1773-1837)                         | Margaret Delano (1773-1837)                         | Margaret Delano (1773-1837)                         | Margaret Delano (1773-1837)                         | Margaret Delano (1773-1837)                         | Margaret Delano (1773-1837)                         |                           |                           | Nathan Colby (1778-1857)                             | Nathan Colby (1778-1857)                             | Nathan Colby (1778-1857)                             | Nathan Colby (1778-1857)                             | Nathan Colby (1778-1857)                             | Nathan Colby (1778-1857)                             |                              |                              | Eunice Blood (1782-1862)                              | Eunice Blood (1782-1862)                              | Eunice Blood (1782-1862)                              | Eunice Blood (1782-1862)                              | Eunice Blood (1782-1862)                              | Eunice Blood (1782-1862)                              |                           |                           |                           |                           |                           |                           |  |  |                           |                           |                           |                           |                           |                           |  |  |                            |                            |                            |                            |                            |                            |  |  |                          |                          |                          |                          |                          |                          |  |  |  |  |  |  |  |  |  |  |  |  |  |  |  |  |  |  |  |  |  |  |  |  |  |  |  |  |  |  |  |  |  |  |  |  |  |  |  |  |  |  |  |  |  |  |  |  |  |  |  |  |  |  |  |  |  |  |  |  |  |  |  |  |  |  |
|                           |                           |                           |                           |                           |                           |  |  |                            |                            |                            |                            |                            |                            |  |  |                             |                             |                                                              |                                                              |                                                              |                                                              |                                                              |                                                              |                           |                           |                                                     |                                                     |                                                     |                                                     |                                                     |                                                     |                           |                           |                                                      |                                                      |                                                      |                                                      |                                                      |                                                      |                              |                              |                                                       |                                                       |                                                       |                                                       |                                                       |                                                       |                           |                           |                           |                           |                           |                           |  |  |                           |                           |                           |                           |                           |                           |  |  |                            |                            |                            |                            |                            |                            |  |  |                          |                          |                          |                          |                          |                          |  |  |  |  |  |  |  |  |  |  |  |  |  |  |  |  |  |  |  |  |  |  |  |  |  |  |  |  |  |  |  |  |  |  |  |  |  |  |  |  |  |  |  |  |  |  |  |  |  |  |  |  |  |  |  |  |  |  |  |  |  |  |  |  |  |  |
|                           |                           |                           |                           |                           |                           |  |  |                            |                            |                            |                            |                            |                            |  |  |                             |                             |                                                              |                                                              |                                                              |                                                              |                                                              |                                                              |                           |                           | Lansford Ingalls (1812-1896)                        | Lansford Ingalls (1812-1896)                        | Lansford Ingalls (1812-1896)                        | Lansford Ingalls (1812-1896)                        | Lansford Ingalls (1812-1896)                        | Lansford Ingalls (1812-1896)                        |                           |                           |                                                      |                                                      |                                                      |                                                      | Laura Colby (1810-1883)                              | Laura Colby (1810-1883)                              | Laura Colby (1810-1883)      | Laura Colby (1810-1883)      | Laura Colby (1810-1883)                               | Laura Colby (1810-1883)                               |                                                       |                                                       |                                                       |                                                       |                           |                           |                           |                           |                           |                           |  |  |                           |                           |                           |                           |                           |                           |  |  |                            |                            |                            |                            |                            |                            |  |  |                          |                          |                          |                          |                          |                          |  |  |  |  |  |  |  |  |  |  |  |  |  |  |  |  |  |  |  |  |  |  |  |  |  |  |  |  |  |  |  |  |  |  |  |  |  |  |  |  |  |  |  |  |  |  |  |  |  |  |  |  |  |  |  |  |  |  |  |  |  |  |  |  |  |  |
|                           |                           |                           |                           |                           |                           |  |  |                            |                            |                            |                            |                            |                            |  |  |                             |                             |                                                              |                                                              |                                                              |                                                              |                                                              |                                                              |                           |                           | Lansford Ingalls (1812-1896)                        | Lansford Ingalls (1812-1896)                        | Lansford Ingalls (1812-1896)                        | Lansford Ingalls (1812-1896)                        | Lansford Ingalls (1812-1896)                        | Lansford Ingalls (1812-1896)                        |                           |                           |                                                      |                                                      |                                                      |                                                      | Laura Colby (1810-1883)                              | Laura Colby (1810-1883)                              | Laura Colby (1810-1883)      | Laura Colby (1810-1883)      | Laura Colby (1810-1883)                               | Laura Colby (1810-1883)                               |                                                       |                                                       |                                                       |                                                       |                           |                           |                           |                           |                           |                           |  |  |                           |                           |                           |                           |                           |                           |  |  |                            |                            |                            |                            |                            |                            |  |  |                          |                          |                          |                          |                          |                          |  |  |  |  |  |  |  |  |  |  |  |  |  |  |  |  |  |  |  |  |  |  |  |  |  |  |  |  |  |  |  |  |  |  |  |  |  |  |  |  |  |  |  |  |  |  |  |  |  |  |  |  |  |  |  |  |  |  |  |  |  |  |  |  |  |  |
|                           |                           |                           |                           |                           |                           |  |  |                            |                            |                            |                            |                            |                            |  |  |                             |                             |                                                              |                                                              |                                                              |                                                              |                                                              |                                                              |                           |                           |                                                     |                                                     |                                                     |                                                     |                                                     |                                                     |                           |                           |                                                      |                                                      |                                                      |                                                      |                                                      |                                                      |                              |                              |                                                       |                                                       |                                                       |                                                       |                                                       |                                                       |                           |                           |                           |                           |                           |                           |  |  |                           |                           |                           |                           |                           |                           |  |  |                            |                            |                            |                            |                            |                            |  |  |                          |                          |                          |                          |                          |                          |  |  |  |  |  |  |  |  |  |  |  |  |  |  |  |  |  |  |  |  |  |  |  |  |  |  |  |  |  |  |  |  |  |  |  |  |  |  |  |  |  |  |  |  |  |  |  |  |  |  |  |  |  |  |  |  |  |  |  |  |  |  |  |  |  |  |
|                           |                           |                           |                           |                           |                           |  |  |                            |                            |                            |                            |                            |                            |  |  |                             |                             |                                                              |                                                              |                                                              |                                                              |                                                              |                                                              |                           |                           |                                                     |                                                     |                                                     |                                                     |                                                     |                                                     |                           |                           |                                                      |                                                      |                                                      |                                                      |                                                      |                                                      |                              |                              |                                                       |                                                       |                                                       |                                                       |                                                       |                                                       |                           |                           |                           |                           |                           |                           |  |  |                           |                           |                           |                           |                           |                           |  |  |                            |                            |                            |                            |                            |                            |  |  |                          |                          |                          |                          |                          |                          |  |  |  |  |  |  |  |  |  |  |  |  |  |  |  |  |  |  |  |  |  |  |  |  |  |  |  |  |  |  |  |  |  |  |  |  |  |  |  |  |  |  |  |  |  |  |  |  |  |  |  |  |  |  |  |  |  |  |  |  |  |  |  |  |  |  |
| Peter Ingalls (1833-1900) | Peter Ingalls (1833-1900) | Peter Ingalls (1833-1900) | Peter Ingalls (1833-1900) | Peter Ingalls (1833-1900) | Peter Ingalls (1833-1900) |  |  | bezimienny syn (1835-1835) | bezimienny syn (1835-1835) | bezimienny syn (1835-1835) | bezimienny syn (1835-1835) | bezimienny syn (1835-1835) | bezimienny syn (1835-1835) |  |  | Charles Ingalls (1836-1902) | Charles Ingalls (1836-1902) | Charles Ingalls (1836-1902)                                  | Charles Ingalls (1836-1902)                                  | Charles Ingalls (1836-1902)                                  | Charles Ingalls (1836-1902)                                  |                                                              |                                                              | Lydia Ingalls (1838-1913) | Lydia Ingalls (1838-1913) | Lydia Ingalls (1838-1913)                           | Lydia Ingalls (1838-1913)                           | Lydia Ingalls (1838-1913)                           | Lydia Ingalls (1838-1913)                           |                                                     |                                                     | Polly Ingalls (1840-1886) | Polly Ingalls (1840-1886) | Polly Ingalls (1840-1886)                            | Polly Ingalls (1840-1886)                            | Polly Ingalls (1840-1886)                            | Polly Ingalls (1840-1886)                            |                                                      |                                                      | Lansford Ingalls (1842-1928) | Lansford Ingalls (1842-1928) | Lansford Ingalls (1842-1928)                          | Lansford Ingalls (1842-1928)                          | Lansford Ingalls (1842-1928)                          | Lansford Ingalls (1842-1928)                          |                                                       |                                                       | Laura Ingalls (1845-1918) | Laura Ingalls (1845-1918) | Laura Ingalls (1845-1918) | Laura Ingalls (1845-1918) | Laura Ingalls (1845-1918) | Laura Ingalls (1845-1918) |  |  | Hiram Ingalls (1848-1923) | Hiram Ingalls (1848-1923) | Hiram Ingalls (1848-1923) | Hiram Ingalls (1848-1923) | Hiram Ingalls (1848-1923) | Hiram Ingalls (1848-1923) |  |  | George Ingalls (1851-1901) | George Ingalls (1851-1901) | George Ingalls (1851-1901) | George Ingalls (1851-1901) | George Ingalls (1851-1901) | George Ingalls (1851-1901) |  |  | Ruby Ingalls (1855-1881) | Ruby Ingalls (1855-1881) | Ruby Ingalls (1855-1881) | Ruby Ingalls (1855-1881) | Ruby Ingalls (1855-1881) | Ruby Ingalls (1855-1881) |  |  |  |  |  |  |  |  |  |  |  |  |  |  |  |  |  |  |  |  |  |  |  |  |  |  |  |  |  |  |  |  |  |  |  |  |  |  |  |  |  |  |  |  |  |  |  |  |  |  |  |  |  |  |  |  |  |  |  |  |  |  |  |  |  |  |
| Peter Ingalls (1833-1900) | Peter Ingalls (1833-1900) | Peter Ingalls (1833-1900) | Peter Ingalls (1833-1900) | Peter Ingalls (1833-1900) | Peter Ingalls (1833-1900) |  |  | bezimienny syn (1835-1835) | bezimienny syn (1835-1835) | bezimienny syn (1835-1835) | bezimienny syn (1835-1835) | bezimienny syn (1835-1835) | bezimienny syn (1835-1835) |  |  | Charles Ingalls (1836-1902) | Charles Ingalls (1836-1902) | Charles Ingalls (1836-1902)                                  | Charles Ingalls (1836-1902)                                  | Charles Ingalls (1836-1902)                                  | Charles Ingalls (1836-1902)                                  |                                                              |                                                              | Lydia Ingalls (1838-1913) | Lydia Ingalls (1838-1913) | Lydia Ingalls (1838-1913)                           | Lydia Ingalls (1838-1913)                           | Lydia Ingalls (1838-1913)                           | Lydia Ingalls (1838-1913)                           |                                                     |                                                     | Polly Ingalls (1840-1886) | Polly Ingalls (1840-1886) | Polly Ingalls (1840-1886)                            | Polly Ingalls (1840-1886)                            | Polly Ingalls (1840-1886)                            | Polly Ingalls (1840-1886)                            |                                                      |                                                      | Lansford Ingalls (1842-1928) | Lansford Ingalls (1842-1928) | Lansford Ingalls (1842-1928)                          | Lansford Ingalls (1842-1928)                          | Lansford Ingalls (1842-1928)                          | Lansford Ingalls (1842-1928)                          |                                                       |                                                       | Laura Ingalls (1845-1918) | Laura Ingalls (1845-1918) | Laura Ingalls (1845-1918) | Laura Ingalls (1845-1918) | Laura Ingalls (1845-1918) | Laura Ingalls (1845-1918) |  |  | Hiram Ingalls (1848-1923) | Hiram Ingalls (1848-1923) | Hiram Ingalls (1848-1923) | Hiram Ingalls (1848-1923) | Hiram Ingalls (1848-1923) | Hiram Ingalls (1848-1923) |  |  | George Ingalls (1851-1901) | George Ingalls (1851-1901) | George Ingalls (1851-1901) | George Ingalls (1851-1901) | George Ingalls (1851-1901) | George Ingalls (1851-1901) |  |  | Ruby Ingalls (1855-1881) | Ruby Ingalls (1855-1881) | Ruby Ingalls (1855-1881) | Ruby Ingalls (1855-1881) | Ruby Ingalls (1855-1881) | Ruby Ingalls (1855-1881) |  |  |  |  |  |  |  |  |  |  |  |  |  |  |  |  |  |  |  |  |  |  |  |  |  |  |  |  |  |  |  |  |  |  |  |  |  |  |  |  |  |  |  |  |  |  |  |  |  |  |  |  |  |  |  |  |  |  |  |  |  |  |  |  |  |  |

|  |  |  |  |  |  |  |  |  |  |  |  |  |  |  |  |                          |                          |                          |                          |                          |                          |  |  |                           |                           |                             |                             |                             |                             |                             |                             |                            |                            |                            |                            |                            |                            |                             |                             |                             |                             |                             |                             |                            |                            |  |  |                           |                           |                           |                           |                           |                           |  |  |  |  |  |  |  |  |  |  |  |  |  |  |  |  |  |  |  |  |  |  |  |  |  |  |  |  |  |  |  |  |  |  |  |  |  |  |  |  |  |  |  |  |  |  |  |  |  |  |  |  |  |  |  |  |  |  |  |  |
|  |  |  |  |  |  |  |  |  |  |  |  |  |  |  |  |                          |                          |                          |                          |                          |                          |  |  |                           |                           | Charles Ingalls (1836-1902) | Charles Ingalls (1836-1902) | Charles Ingalls (1836-1902) | Charles Ingalls (1836-1902) | Charles Ingalls (1836-1902) | Charles Ingalls (1836-1902) |                            |                            |                            |                            |                            |                            | Caroline Quiner (1839-1924) | Caroline Quiner (1839-1924) | Caroline Quiner (1839-1924) | Caroline Quiner (1839-1924) | Caroline Quiner (1839-1924) | Caroline Quiner (1839-1924) |                            |                            |  |  |                           |                           |                           |                           |                           |                           |  |  |  |  |  |  |  |  |  |  |  |  |  |  |  |  |  |  |  |  |  |  |  |  |  |  |  |  |  |  |  |  |  |  |  |  |  |  |  |  |  |  |  |  |  |  |  |  |  |  |  |  |  |  |  |  |  |  |  |  |
|  |  |  |  |  |  |  |  |  |  |  |  |  |  |  |  |                          |                          |                          |                          |                          |                          |  |  |                           |                           | Charles Ingalls (1836-1902) | Charles Ingalls (1836-1902) | Charles Ingalls (1836-1902) | Charles Ingalls (1836-1902) | Charles Ingalls (1836-1902) | Charles Ingalls (1836-1902) |                            |                            |                            |                            |                            |                            | Caroline Quiner (1839-1924) | Caroline Quiner (1839-1924) | Caroline Quiner (1839-1924) | Caroline Quiner (1839-1924) | Caroline Quiner (1839-1924) | Caroline Quiner (1839-1924) |                            |                            |  |  |                           |                           |                           |                           |                           |                           |  |  |  |  |  |  |  |  |  |  |  |  |  |  |  |  |  |  |  |  |  |  |  |  |  |  |  |  |  |  |  |  |  |  |  |  |  |  |  |  |  |  |  |  |  |  |  |  |  |  |  |  |  |  |  |  |  |  |  |  |
|  |  |  |  |  |  |  |  |  |  |  |  |  |  |  |  |                          |                          |                          |                          |                          |                          |  |  |                           |                           |                             |                             |                             |                             |                             |                             |                            |                            |                            |                            |                            |                            |                             |                             |                             |                             |                             |                             |                            |                            |  |  |                           |                           |                           |                           |                           |                           |  |  |  |  |  |  |  |  |  |  |  |  |  |  |  |  |  |  |  |  |  |  |  |  |  |  |  |  |  |  |  |  |  |  |  |  |  |  |  |  |  |  |  |  |  |  |  |  |  |  |  |  |  |  |  |  |  |  |  |  |
|  |  |  |  |  |  |  |  |  |  |  |  |  |  |  |  |                          |                          |                          |                          |                          |                          |  |  |                           |                           |                             |                             |                             |                             |                             |                             |                            |                            |                            |                            |                            |                            |                             |                             |                             |                             |                             |                             |                            |                            |  |  |                           |                           |                           |                           |                           |                           |  |  |  |  |  |  |  |  |  |  |  |  |  |  |  |  |  |  |  |  |  |  |  |  |  |  |  |  |  |  |  |  |  |  |  |  |  |  |  |  |  |  |  |  |  |  |  |  |  |  |  |  |  |  |  |  |  |  |  |  |
|  |  |  |  |  |  |  |  |  |  |  |  |  |  |  |  | Mary Ingalls (1865-1928) | Mary Ingalls (1865-1928) | Mary Ingalls (1865-1928) | Mary Ingalls (1865-1928) | Mary Ingalls (1865-1928) | Mary Ingalls (1865-1928) |  |  | Laura Ingalls (1867-1957) | Laura Ingalls (1867-1957) | Laura Ingalls (1867-1957)   | Laura Ingalls (1867-1957)   | Laura Ingalls (1867-1957)   | Laura Ingalls (1867-1957)   |                             |                             | Carrie Ingalls (1870-1946) | Carrie Ingalls (1870-1946) | Carrie Ingalls (1870-1946) | Carrie Ingalls (1870-1946) | Carrie Ingalls (1870-1946) | Carrie Ingalls (1870-1946) |                             |                             | Freddy Ingalls (1875-1876)  | Freddy Ingalls (1875-1876)  | Freddy Ingalls (1875-1876)  | Freddy Ingalls (1875-1876)  | Freddy Ingalls (1875-1876) | Freddy Ingalls (1875-1876) |  |  | Grace Ingalls (1877-1941) | Grace Ingalls (1877-1941) | Grace Ingalls (1877-1941) | Grace Ingalls (1877-1941) | Grace Ingalls (1877-1941) | Grace Ingalls (1877-1941) |  |  |  |  |  |  |  |  |  |  |  |  |  |  |  |  |  |  |  |  |  |  |  |  |  |  |  |  |  |  |  |  |  |  |  |  |  |  |  |  |  |  |  |  |  |  |  |  |  |  |  |  |  |  |  |  |  |  |  |  |
|  |  |  |  |  |  |  |  |  |  |  |  |  |  |  |  | Mary Ingalls (1865-1928) | Mary Ingalls (1865-1928) | Mary Ingalls (1865-1928) | Mary Ingalls (1865-1928) | Mary Ingalls (1865-1928) | Mary Ingalls (1865-1928) |  |  | Laura Ingalls (1867-1957) | Laura Ingalls (1867-1957) | Laura Ingalls (1867-1957)   | Laura Ingalls (1867-1957)   | Laura Ingalls (1867-1957)   | Laura Ingalls (1867-1957)   |                             |                             | Carrie Ingalls (1870-1946) | Carrie Ingalls (1870-1946) | Carrie Ingalls (1870-1946) | Carrie Ingalls (1870-1946) | Carrie Ingalls (1870-1946) | Carrie Ingalls (1870-1946) |                             |                             | Freddy Ingalls (1875-1876)  | Freddy Ingalls (1875-1876)  | Freddy Ingalls (1875-1876)  | Freddy Ingalls (1875-1876)  | Freddy Ingalls (1875-1876) | Freddy Ingalls (1875-1876) |  |  | Grace Ingalls (1877-1941) | Grace Ingalls (1877-1941) | Grace Ingalls (1877-1941) | Grace Ingalls (1877-1941) | Grace Ingalls (1877-1941) | Grace Ingalls (1877-1941) |  |  |  |  |  |  |  |  |  |  |  |  |  |  |  |  |  |  |  |  |  |  |  |  |  |  |  |  |  |  |  |  |  |  |  |  |  |  |  |  |  |  |  |  |  |  |  |  |  |  |  |  |  |  |  |  |  |  |  |  |

## Postać literacka i filmowa

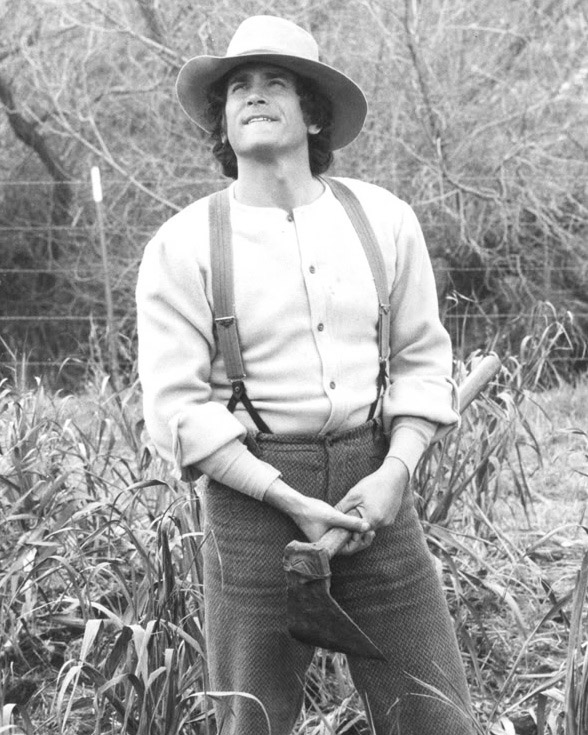
Michael Landon jako Charles Ingalls

Cykl „Domek na prerii” nie jest pełną autobiografią, lecz fikcją literacką, z licznymi (większością) elementami autobiograficznymi. Z tego powodu, jego bohaterów uznaje się za postacie fikcyjne, choć inspirowane rzeczywistością.
Seria była wielokrotnie filmowana, a role Charlesa Ingallsa odtwarzali tam następujący aktorzy:
- 1974–1984: Domek na prerii + towarzyszące mu filmy – Michael Landon oraz Matthew Laborteaux (w dzieciństwie),
- 1975–1976: Laura, The Prairie Girl – Hideo Nakamura (głos),
- 2000, 2002: Historia z domku na prerii – Richard Thomas,
- 2005: Domek na prerii – Cameron Bancroft,
- od 2008: wersja musicalowa – Steve Blanchard.